# Dimetoxianfetamina
La dimetoxianfetamina (DOM), conocida con los nombres vulgares STP, Serenity, Stop the Police, Super Terrific Psychedelic, Too Stupid to Puke y Tranquility, es una droga psicodélica de la familia de las fenetilaminas. Fue sintetizada por primera vez por Alexander Shulgin en 1964 y sus acciones farmacológicas descritas en su libro PiHKAL: A Chemical Love Story. La dimetoxianfetamina es ilegal poseerla, venderla o fabricarla, excepto para uso personal.

## Usos
La dimetoxianfetamina fue un clásico del mundo de la droga en la década de 1960, en el que se comparó con el LSD y fue apodada "STP" por "serenidad, tranquilidad y paz", y al parecer actúa tal y como su nombre lo indica. Debido a las iniciales del apodo algunas personas han confundido el fármaco con un aditivo de aceite de motor llamado igual, pero son diferentes sustancias y nada tiene que ver una con la otra.
La dimetoxianfetamina es una droga poderosa, de 50 a 100 veces más fuerte que la mescalina, con la que está químicamente relacionada. Las ratas responden a la dimetoxianfetamina y a la mescalina en forma similar. Químicamente, la dimetoxianfetamina no sólo se relaciona con la mescalina, sino también con la anfetamina, y un experimento con dosis bajas de dimetoxianfetamina encontró que el fármaco tuvo un efecto estimulante típico al mejorar el rendimiento en tareas simples de aprendizaje.
Los efectos psicológicos y alucinógenas dependen del tamaño de la dosis. A medida que la dosis aumenta, también lo hacen la intensidad y duración de los efectos. Existen muchos informes de supuestas experiencias con dimetoxianfetamina pero por lo general no se sabe si la sustancia ilícita era realmente dimetoxianfetamina o no. Una persona que ingirió el producto auténtico describió alucinaciones, un estado de ánimo iluminado, una mayor conciencia de los colores y un mayor disfrute de la música y el sexo, además de puntos de vista diferentes en cuestiones personales facilitados por la droga. Los voluntarios que recibieron dimetoxianfetamina en un experimento formal también experimentó una mejora del estado de ánimo y los puntos de vista, pero la cantidad de dimetoxianfetamina no fue suficiente para producir alucinaciones. Los resultados de otro experimento mostró una mayor conciencia de las emociones y los pensamientos lo que llevó a los investigadores a concluir que la sustancia podría ser útil en la psicoterapia. En otro experimento los efectos psicológicos incluyeron percepciones alteradas del tiempo y el espacio, una sensación de escuchar voces distantes, sonido haciendo eco, y la sensación de ver el sonido como luz. Las personas ven el movimiento normal como sacudidas estroboscópicas, perciben las superficies en movimiento sinuoso, y sienten que uno ya no se encuentra en su propio.

## Inconvenientes
Un experimento documentó sensaciones físicas que incluyen calor, hormigueo, mareos, náuseas, temblores, taquicardia, alteración del movimiento, tos, sudoración y falta de hambre. También se ha reportado insomnio. En ratas la dimetoxianfetamina puede elevar la temperatura corporal y disminuir el apetito. Se supone que los efectos de una sola dosis puede durar tres días, pero en un grupo de 25 voluntarios que tomaron dosis sustanciales, sólo 2 personas experimentaron efectos que duraron más allá del día del experimento, y ninguno tuvo ningún efecto en el segundo día.

## Toxicidad y sobredosis
Algunos usuarios que esperan que la droga actúe como el LSD no se han dado cuenta de que los efectos de la dimetoxianfetamina tardan más en desarrollarse, y después de esperar la cantidad de tiempo que esperarían que inicien las acciones del LSD, las personas han tomado más dimetoxianfetamina en la creencia errónea de que la cantidad original no era suficiente. El resultado puede ser una situación de emergencia por sobredosis. El logro de tal sobredosis aparentemente requiere dedicación, una estimación sitúa a la dimetoxianfetamina en el índice de seguridad de 10000 (es decir, una persona tendría que tomar 10000 veces la cantidad de una dosis eficaz estándar para poder ser intoxicado). Algunos investigadores se preguntan si el uso previo de drogas psicoactivas hace a las personas más sensibles a la dimetoxianfetamina, lo que hace más fácil una sobredosis.